# Verzorgingsplaats De Lucht (A2)
Verzorgingsplaats De Lucht bestaat uit twee verzorgingsplaatsen langs de A2 tussen aansluitingen 17 en 19 ten zuidoosten van Bruchem: De Lucht-Oost voor het verkeer dat naar het noorden rijdt en De Lucht-West voor het verkeer in zuidelijke richting.
De Lucht-Oost bestaat uit een tankstation en een Starbucks-store. Vanuit deze verzorgingsplaats is De Lucht-West via een voetgangerstunnel te bereiken die onder de A2 doorloopt.
De onderneming die de horeca op deze verzorgingsplaats verzorgt, is dezelfde als die bij verzorgingsplaats De Lucht langs de A59.

## Geschiedenis
De Lucht is als pleisterplaats ontstaan langs de Drielse Wetering. Bij het onderhoud en inspecteren van deze wetering pakte men een biertje in de boerderij van "Anna op de Locht". De oudst bewaarde rekening dateert van 1615. De Franse keizer Napoleon Bonaparte liet een kaart maken met daarop "Herberg de Logt" als pleisterplaats.
In 1938 kwam de naam terug toen men er een bescheiden wegrestaurant begon, toen ook al met een Shell-pomp. De A2 werd in 1958 als snelweg opengesteld en zodoende kwam De Lucht aan de erkenning van eerste pleisterplaats langs een Nederlandse snelweg.
Vanwege de verbreding van de A2 moest De Lucht-Oost naar het oosten worden opgeschoven. Het nieuwe De Lucht-Oost werd op 5 juni 2009 geopend. Het tankstation daar is na de heropening een Shell-station gebleven.
Per 1 december 2009 werd het tankstation op De Lucht-West een BP-station. Bovendien werd hier op 31 maart 2010 het eerste oplaadpunt voor elektrisch aangedreven voertuigen geopend. Per 1 december 2012 is het tankstation opnieuw een Shell-station geworden.
Richting Eijsden:
Haarrijn · 
IJsselstein · 
Bisde · 
De Lucht West · 
Velder · 
't Haasje · 
Roevenpeel · 
Ellerbrug · 
Het Anker · 
Vossedal · 
Knuvelkes
Richting Amsterdam:
Patiel · 
Meerssen · 
Kruisberg · 
Swentibold · 
Bosserhof ·
Meiberg · 
Groote Bleek · 
Ooiendonk · 
De Lucht Oost · 
Lingehorst · 
Jutphaas · 
Ruwiel